# 西藏及海外藏人的足球历史
西藏人的足球历史始于20世纪开始之时。当时在江孜的英国商务代办处，西藏人首次观看了英国人和印度人踢足球。自从英国人于1913年在拉萨建造了军事训练场所之后，踢球活动在西藏变得越来越多，而在20世纪20年代，当一个现代的警察机关被引入到这片国土之时，足球运动又得到了另一股推动力。遍及整个20世纪，足球运动一直存在于西藏，包括从20世纪50年代起，西藏被并入中华人民共和国之后的时期。
在20世纪50年代，一些流行的球队相继成立，比如拉萨联队、布达拉宫队、扎基队（Drapchi）及警卫球队。球队间会定期踢比赛，也会与中国士兵定期踢比赛。像西康足球队之类的西藏球队则与其他的中国省级球队踢比赛。最初，西藏的球队的队员们多都是贵族子弟。之后随着西藏的改革运动，足球运动在西藏也变得大众化了。

## 文化大革命及随后
在毛泽东统治时期以及从1966年开始的文化大革命时期，足球文化被削减到了最低。西康国家体育场在当时被毁坏。之后西康体育场又被重建并成为了“西康藏区选手队”的主场。“西康藏区选手队”是一支半职业的球队，与中国各个不同地区的球队一起参与一年一度的联赛。
西康队的一些球员后来流亡海外并作为教练员加入了“西藏国家足球队”。

## 流亡时期
一些藏人从1959年起流亡海外。这些海外藏人中的学生们仍然保持着对踢球的兴趣。学校与学校间的联赛也被组织了起来。在1981年，海外藏人踢了第一次俱乐部级别的球赛，这便是“杰永钦莫纪念金杯赛”（Gyalyum Chenmo Memorial，GCM）。这个比赛是为了纪念第十四世达赖喇嘛之母而设立的。在21世纪初，这一比赛仍然是最受流亡藏人们欢迎的足球联赛。

### 流亡者的“国家队”
在1997年，丹麦人米卡厄尔·尼班特（Michael Nybrandt）完成了一次西藏之旅，并回到了丹麦。这时他便萌生了复兴“国家性的”“西藏国家足球队”的想法。他通过创建“西藏国家足球协会”（Tibetan National Football Association，TNFA）来实现这一构想。他成功地选拔了一些球员并将他们组成了一支队伍，并且这些队员当时可以说是连经验都没有的人。他还说服了运动品牌“大黄蜂”来资助他倡议的行动。从那时起，“西藏国家队”周游于全世界，与各地的足球俱乐部踢球，也与一些国家队踢球。
“西藏国家足协”的这支“国家队”的首场足球比赛是于1999年6月在意大利城市博洛尼亚进行的。这场比赛源于“国家足球摇滚队”“发电机摇滚”（Dinamo Rock）对西藏儿童村的邀请。这成为了西藏足球历史上的一块里程碑，因为许多有才能的球员得到了机会，通过为他们自己的“国家队”而战，来使他们的梦想成真。在“西藏国家足协”明确地成立了之后，这支球队的首场比赛是于2001年6月30日在哥本哈根踢的，比赛场地是丹麦球队万勒瑟运动俱乐部的球场，对手则是“格陵兰国家足球队”。不过，最后是格陵兰以4比1赢得了这场比赛。

## 国内改革开放后的发展
20世纪80年代，随着中国改革开放，西藏地区的足球事业也迎来了春天。在80年代，西藏足球队在国内外都取得过不错的成绩。中国国家体育部门也重视西藏的足球事业，并从内地派出过教练员和球员，去支持当地的足球事业。西藏自治区内的甲、乙两级联赛在当时曾十分红火，联赛的球员们也很受欢迎，享受明星待遇。
进入20世纪90年代，中国的足球运动进入了职业时期，而西藏足球队因为球员老化、资金不足等原因，在职业化改革的进程中被淘汰。
2002年，西藏足协正式成立。同年，西藏的第一支职业化球队藏鹰雪泉也宣告成立。虽然中国足协曾对藏鹰雪泉进行过政策上的特殊照顾，但该球队的发展并不顺利。2006年，球队易名为“山西路虎”，2007年，又易名为“呼和浩特黑马”，后来在当年解散。
2016年，西藏自治区政府印发了关于足球、篮球改革的相关文件，提出了要大力地发展足球、篮球。2017年，拉萨城投队成立。经过两年的征战，拉萨城投终于进入了中国足球乙级联赛的队列。目前，在2019年的中国足球联赛中，乙级联赛中仅有拉萨城投这一支来自西藏的球队，而超级和甲级联赛中，则一支西藏球队也没有。
尽管西藏的足球队在中国的足球联赛中并非名列前茅，但是目前西藏人仍然十分喜爱足球。即使在远离拉萨、日喀则等大城市的偏远地区，也能见到学生们在畜圈里踢球或者在路边踢球。根据体育机构调查，西藏的中学男学生中，有70％都是喜爱足球的。除了学生之外，西藏的僧人们也喜爱足球。比如大昭寺和色拉寺的喇嘛们，都组建了自己的足球队。

## 来自西藏文化圈的外国著名球员
- 拜琼格·布蒂亚：出生于印度锡金邦，曾任印度国家足球队队长，绰号“锡金狙击手”。他是第一个效力于欧洲联赛的印度职业球员。在政治观点上，布蒂亚支持西藏独立，并曾在2008年拒绝了传递北京奥运会火炬，以表示对“藏独”的支持。

- 苏尼尔·切特里：尼泊尔裔印度人，现任印度国家足球队队长，绰号“神奇队长”。因其长相，也曾被央视解说员戏称为“印度梁朝伟”。在世界现役球员中，目前他是在国际比赛中进球第二多的球员，仅次于C·罗纳尔多。2018年，切特里随印度队来中国与中国队进行了一场友谊赛，最终双方0：0战平。

## 相关影片
- 《高山上的世界杯》，钦哲诺布在1999年的一部电影。
- 《被禁止的国家队（英语：The Forbidden Team）》（丹麦语：Det forbudte landshold），拉斯穆斯·迪内森（丹麥語：Rasmus Dinesen）在2003年的一部纪录片。